# Yüksek Sadakat
Yüksek Sadakat är en turkisk rockgrupp bildad 1997. Gruppen blev känd år 2005 då de släppte sitt album med samma namn som bandet. Gruppens musikstil är en mix av poprock med kraftfulla beats med traditionella turkiska instrument, keyboard och gitarrsolon. Gruppens namn betyder direktöversatt "High Fidelity" (Hi-Fi).
Den 31 december 2010 meddelade det turkiska TV-bolaget TRT att gruppen kommer att representera landet vid Eurovision Song Contest 2011 i Düsseldorf, Tyskland. De kommer att tävla med bidraget "Live It Up".

## Diskografi

### Album
- 2006 - Yüksek Sadakat
- 2008 - Katil & Maktûl

#### Listpositioner
| Katil Ve Maktûl | Ben Seni Arayamam | -  | 1 | - |
| Katil Ve Maktûl | Aşk Durdukça      | 5  | 1 | - |
| Katil Ve Maktûl | Haydi Gel İçelim  | 15 | 2 | - |

### Fotnoter
1. ↑  Fisher, Luke (31 december 2010). ”Yuksek Sadakat to represent Turkey in 2011”. Escdaily. Arkiverad från originalet den 11 januari 2011. https://web.archive.org/web/20110111093808/http://escdaily.com/articles/5954. (engelska)
2. ↑  Viniker, Barry (31 december 2010). ”Yüksek Sadakat to represent Turkey”. esctoday. Arkiverad från originalet den 27 april 2012. https://www.webcitation.org/67Dxl6vTy?url=http://esctoday.com/news/read/16425. Läst 31 december 2010. (engelska)
3. ↑  Billboard Türkçe Top 20 Arkiverad 14 april 2009 hämtat från the Wayback Machine. 15 juni 2009.
4. ↑  Billboard Türkçe Rock Top 20 Arkiverad 26 januari 2009 hämtat från the Wayback Machine. 1 juni 2009.
5. ↑  ”Euro Airplay Hot 100”. Arkiverad från originalet den 1 november 2013. https://web.archive.org/web/20131101013533/http://www.charly1300.com/euroairplay.htm. Läst 31 december 2010.